# A2 Ethniki 2004-2005
L'A2 Ethniki 2004-2005 è stata la 44ª edizione della seconda divisione greca di pallacanestro maschile. La 19ª edizione con il nome di A2.

## Classifica finale
| #  | Teams                    | P  | V  | P  | PF   | PS   | Pt | Qualificate |
| -- | ------------------------ | -- | -- | -- | ---- | ---- | -- | ----------- |
| 1  | Kolossos Rodi            | 26 | 20 | 6  | 2100 | 1868 | 46 | Promozione  |
| 2  | G.S. Larissa             | 26 | 19 | 7  | 2013 | 1848 | 45 | Promozione  |
| 3  | A.G.E. Calcide           | 26 | 18 | 8  | 2177 | 2100 | 44 |             |
| 4  | Sporting Atene           | 26 | 16 | 10 | 1928 | 1879 | 42 |             |
| 5  | Iraklio                  | 26 | 15 | 11 | 1950 | 1827 | 41 |             |
| 6  | Īlysiakos                | 26 | 15 | 11 | 1987 | 1968 | 41 |             |
| 7  | Peristeri                | 26 | 13 | 13 | 1991 | 1948 | 39 |             |
| 8  | Aigaleō                  | 26 | 13 | 13 | 1975 | 1952 | 39 |             |
| 9  | Doukas                   | 26 | 13 | 13 | 1973 | 1906 | 39 |             |
| 10 | Xanthi BC                | 26 | 12 | 14 | 1990 | 1976 | 38 |             |
| 11 | A.O. Near East Kesariani | 26 | 12 | 14 | 2017 | 2026 | 38 |             |
| 12 | K.A.O. Dramas            | 26 | 8  | 18 | 1850 | 2027 | 34 |             |
| 13 | Palaio Faliro            | 26 | 7  | 19 | 2035 | 2239 | 33 | Retrocesse  |
| 14 | Anō Liosia               | 26 | 1  | 25 | 1742 | 2164 | 27 | Retrocesse  |